# Entomoplasma luminosum
Entomoplasma luminosum è una specie di batterio appartenente alla famiglia delle Entomoplasmataceae.